# 帕伊托内
帕伊托内（義大利語：Paitone），是意大利布雷西亚省的一个市镇。总面积7平方公里，人口2055人，人口密度293.6人/平方公里（2009年）。国家统计（ISTAT）代码为017132。